# フィコエリトロビリン:フェレドキシンオキシドレダクターゼ
フィコエリトロビリン:フェレドキシンオキシドレダクターゼ（phycoerythrobilin:ferredoxin oxidoreductase, PebB）は、ポルフィリンおよびクロロフィル代謝酵素の一つで、次の化学反応を触媒する酸化還元酵素である。
(3Z)-フィコエリトロビリン + 酸化型フェレドキシン {\displaystyle \rightleftharpoons } 15,16-ジヒドロビリベルジン + 還元型フェレドキシン
反応式の通り、この酵素の基質は(3Z)-フィコエリトロビリンと酸化型フェレドキシン、生成物は15,16-ジヒドロビリベルジンと還元型フェレドキシンである。
組織名は(3Z)-phycoerythrobilin:ferredoxin oxidoreductaseである。